# حجت کلاشی
حجت‌الله کلاشی (زادهٔ ۱۳۵۹) سیاستمدار و فعال سیاسی پادشاهی خواه و مشروطه‌خواه است. کلاشی فارغ‌التحصیل علوم سیاسی از دانشگاه تهران است . به گفته مهران کامراوا، کلاشی در میان گروه‌ها و احزاب ملی‌گرای ایرانی چهرهٔ مثبتی دارد.
حجت کلاشی در حال حاضر از فعالان مشروطه‌خواه است که در تلاش برای استقرار مجدد سیستم سلطنت خاندان پهلوی در ایران می‌باشد.
حجت کلاشی از اعضای جوانان حزب پان‌ایرانیست در ایران بوده است.

## دیدگاه‌ها
حجت کلاشی از مخالفان نهاد جمهوریت در ایران است. وی از منتقدان نشست جورج تاون و از مخالفان منشور مهسا و همچنین از مخالفان ائتلاف جریانات فدرالیست خواه با جریان سلطنت‌طلب ایران است. او در مصاحبه ای که با شبکه بی‌بی‌سی فارسی به میزبانی ژیار گل داشت، ضمن مغایر خواندن نشست جورج تاون و منشور مهسا با منافع ملی ایران، احزاب کردستان ایران را به ارتکاب جنایت جنگی در کردستان ایران متهم کرد.

## چالش‌ها
پس از مصاحبه حجت کلاشی با ژیار گل در برنامه به عبارت دیگر بخش فارسی‌زبان بی‌بی‌سی، وی مورد تهدید برخی از کاربران وابسته به احزاب کرد در فضای مجازی قرار گرفت و تهدید وی، به موج جدیدی از تنش‌ها در فضای مجازی و رسانه ای میان احزاب کرد و احزاب سراسری ایرانی دامن زد.